# علی‌اکبر ملکی
علی‌اکبر خان نصرت‌الملک (۱۲۷۴ تبریز - ۱۳۴۰ تهران) که نام خانوادگی ملکی برگزید، استاندار و قانونگذار دوره پهلوی بود.
پدرش مختار خان شهاب‌الدوله بود. به فرمانداری زنجان و تهران رسید  و در سال ۱۳۲۶ به نمایندگی تبریز به مجلس شورای ملی راه یافت (دوره پانزدهم). بعدها به استانداری کرمانشاهان منصوب شد.